# 一条能氏
一条 能氏（いちじょう よしうじ、生没年未詳）は、鎌倉時代前期の公家。中御門流一条家、参議・一条高能の長男。母は側室で糟屋有季の娘。官職は近衛少将。花山院侍従・一条少将と号した。

## 概要
弟能継と共に鎌倉幕府と繋がりが深く、建暦3年（1213年）には正月に鎌倉に下向して和田合戦に遭遇している。源実朝の建保6年（1218年）6月の左大将拝賀式、実朝が暗殺された建保7年（1219年）正月の右大臣拝賀式にも出席している。
承久3年（1221年）6月の後鳥羽上皇と鎌倉幕府の対立による承久の乱では、叔父の信能・尊長らは上皇方の首謀者となっている。能氏は『尊卑分脈』に承久の乱で梟首されたとあり、上皇方であったともされるが、『吾妻鏡』には順徳院の佐渡配流に同行し、病のため途中で京に戻ったという記録が見られる。慈光本『承久記』では弟の能継が乱後に斬首されたとあり、能氏との混同が見られる。